# Husajn Salim Muhammad al-Marfadi

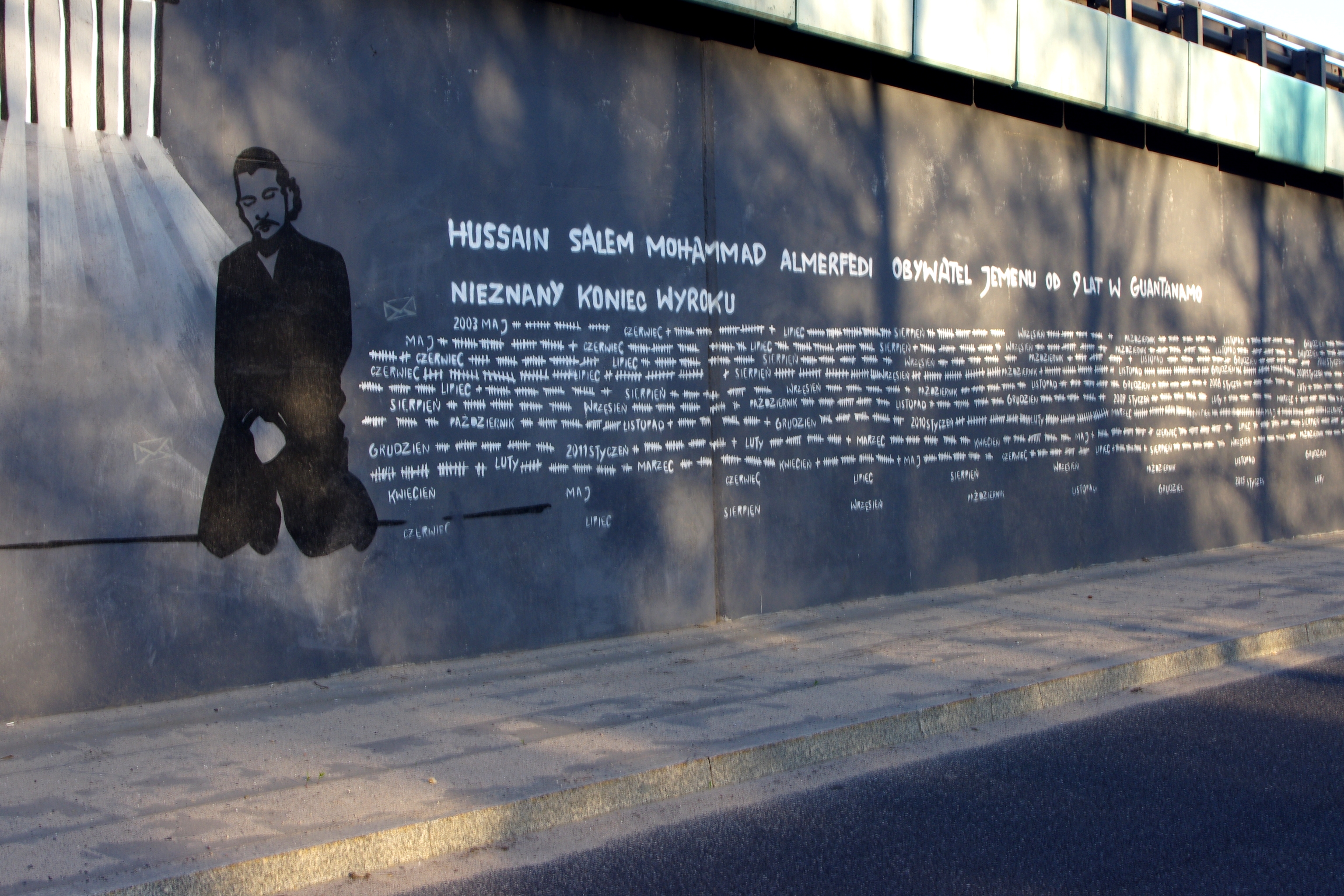
Mural "Kalendarze empatii" na ścianie przy skrzyżowaniu ulicy Górczewskiej i Alei Prymasa Tysiąclecia w Warszawie, prezentujący osoby uznane przez Amnesty International za tzw. więźniów sumienia. Fragment z wizerunkiem al-Marfadiego

Husajn Salim Muhammad al-Marfadi (arab. حسين سالم محمد المرفدي, Ḥusayn Sālim Muḥammad al-Marfadī; ur. 1977) – Jemeńczyk uznany przez organizację broniącą praw człowieka Amnesty International za tzw. więźnia sumienia.
Został aresztowany w grudniu 2001 r., na terenie Iranu i przekazany władzom amerykańskim stacjonującym w Afganistanie. Od 2003 r., przetrzymywany jest w amerykańskim więzieniu na terenie bazy Guantánamo na Kubie. W tym czasie nie pozstwiono mu żadnych zarzutów, ani formalnie nie skazano. Nie został zwolniony mimo interwencji sędziego federalnego, który w 2010 r., orzekł iż zatrzymanie i przetrzymywanie al-Marfadiego w bazie Guantánamo jest nielegalne. Decyzję sędziego federalnego uchylił wówczas Sąd Apelacyjny, a Sąd Najwyższy Stanów Zjednoczonych odmówił rozpatrzenia sprawy.